# Cut In (Musikindustrie)
Cut In ist in der Musikindustrie der Anglizismus für die illegale Praxis, eine oder mehrere Personen als Komponist oder Liedtexter urheberrechtlich anzumelden oder zuzulassen, die keine geistigen Beiträge zum Entstehen eines bestimmten Musikwerkes geleistet haben.

## Entstehung
Cut-in (deutsch „vordrängeln, sich einmischen“) entstand aus der Tatsache, dass die einen Autor bei der Verwertungsgesellschaft anmeldenden Musikverlage nicht prüfen können, ob die gemeldeten Autoren auch wirklich die geistigen Urheber eines Musikwerkes sind. Erst recht ist dies den Verwertungsgesellschaften nicht möglich. Deshalb können auch Personen angemeldet werden, die an der Entstehung einer Komposition kreativ nicht beteiligt waren. Dies ist der eigentliche Vorgang des Cut In. Illegal ist hieran, dass jemand als Komponist registriert wird, dem kein geistiges Eigentum zusteht.

## Praxis in den USA
Das Starmagazin Variety erwähnte im Oktober 1938 erstmals den Begriff Payola als jede Art der Bestechung in der Musikindustrie. Als besondere Form von Payola kam es nicht selten vor, dass Interpreten, Produzenten, Manager oder Diskjockeys als Begünstigte eines Cut In mehr oder weniger freiwillig durch die regulären Autoren zugelassen werden mussten. Arnold Shaw nennt Al Jolsons berühmten Hit Sonny Boy (Oktober 1928), zu dessen Entstehung Jolson – außer einer sensationellen Präsentation – nichts beigetragen habe. Al Jolson wird als König dieser Praxis bezeichnet, da er während seiner ganzen Karriere nicht eine Zeile oder Note verfasst habe. Der Musikverlag Chappell & Co. Ltd. in London meldete Body and Soul im Februar 1930 nur unter der Bedingung zum Copyright an, dass ihr Angestellter Frank Eyton als Mitautor – neben den drei regulären Autoren – erwähnt wird; Mitkomponist Robert Sour war erstaunt: „Der hat noch nicht mal ein Komma geändert“. Auch die Mitautorenschaft des Diskjockeys Alan Freed bei Chuck Berrys Maybelline (August 1955) war Shaw zufolge nicht echt. Das treffe auch auf die Inhaber kleiner Plattenlabels wie Peacock Records (Don Robey) oder Modern Records (Bihari-Brüder) zu. Musikverleger Max Dreyfus hatte sich nicht selbst als Autor registrieren lassen, sondern verlangte von den Autoren Kick-backs aus vereinnahmten Tantiemen. Ansonsten führt das Cut In dazu, dass die unberechtigten Autoren ebenfalls Tantiemen vereinnahmen können, wodurch die Tantiemen der berechtigten Autoren geschmälert werden.
Prominentestes Beispiel war Elvis Presley, als er von Sun Records zu RCA Records wechselte. Bei RCA wurde ihm vertraglich erlaubt, andere Musikverlage als Hill & Range zu wählen, wenn die ausgesuchten Musikstücke nicht bei Hill & Range registriert waren. Das galt nach Klausel 19 des Plattenvertrags vom 21. November 1955 jedoch nicht, wenn er den Song selbst geschrieben oder sein Name im Wege des Cut In als Autor erscheine. Davon wurde rege Gebrauch gemacht, denn weder hat Elvis Presley Don't Be Cruel (August 1956) noch Love Me Tender (Oktober 1956) geschrieben. So ist zu erklären, dass bei BMI insgesamt 51 Musiktitel für Elvis Presley als Komponist urheberrechtlich registriert sind. Elvis hat der American Music Preservation zufolge lediglich geringen künstlerischen Einfluss auf die Arrangements der Fremdkompositionen genommen, der zu gering war, um die urheberrechtliche Schwelle als Ko-Autor zu überschreiten.
Auch Musikproduzent Phil Spector gilt als Nutznießer dieser Praxis. Die von ihm ausgewählten Kompositionen stammten von namhaften Autoren wie Jeff Barry, Ellie Greenwich, Carole King und Gerry Goffin. Über Be My Baby für die Ronettes schreibt Mark Ribowsky, dass der Song von Barry-Greenwich stamme, „…(und, offiziell, Spector)…“ Spectors Beitrag bestand in der kompakten Produktion der Musik, dem in der Fachwelt bekannten Wall of Sound.